# هنري برويل
هنري برويل (بالإنجليزية: Henri Breuil)‏‏ (28 فبراير 1877 - 14 أغسطس 1961 ) عالم إنسان، وعالم آثار، ومختص في دراسة المغارات، ومؤرخ عصور ما قبل التاريخ، وأستاذ جامعي، وكاهن كاثوليكي، وإحاثي، وعالم نبات من فرنسا.

## الجوائز
- وسام جوقة الشرف من رتبة قائد
- Albrecht-Penck-Medaille [الإنجليزية]‏
- Daniel Giraud Elliot Medal [الإنجليزية]‏[29]
- Prestwich Medal [الإنجليزية]‏
- النيشان المدني لألفونسو العاشر الحكيم  [لغات أخرى]‏
- الصليب الأعظم للنيشان المدني لألفونسو العاشر الحكيم[30]